# Кайгородов, Александр Петрович
Алекса́ндр Петро́вич Кайгоро́дов (1887 год, Абай, Уймонская волость, Бийский уезд, Томская губерния, Российская империя — 16 апреля 1922 года, Катанда, Алтайская губерния, Советская Россия) — военный деятель периода гражданской войны в России, участник Белого движения, соратник и союзник генерала барона Р. Ф. Унгерна фон Штернберга.
Принимал участие в боевых действиях против красных частей в Прииртышье и на Алтае. На завершающем этапе гражданской войны, в 1920—1921 годах, отряды Кайгородова дислоцировались на территории Богдо-ханской Монголии, периодически совершая набеги на Советскую Россию.

## Биография

### Ранние годы
Александр Петрович Кайгородов родился в 1887 году в селе Абай Бийского уезда Томской губернии в семье русского крестьянина-переселенца и алтайки (теленгитки). Историк К. Носков описывал его как «наполовину русского, наполовину инородца алтайской крови».
В следственных документах ОГПУ образование Кайгородова классифицировалось как «низшее». В 1897 году окончил начальную четырёхлетнюю школу в селе Сок-Ярык. В 1905 году закончил восьмилетнюю гимназию в Бийске. В довоенное время занимался хлебопашеством, работал учителем в начальной школе села Сок-Ярык и учителем словесности в селе Онгудай, служил таможенным стражником в селе Кош-Агач. По свидетельству односельчан, был «трудолюбивым, умным парнем». В 1908 году поступил на военную службу в казачью часть г. Усть-Каменогорска. В 1911 году произведён в хорунжего. В том же году женился на Александре Дорошенко. В 1912 году у него родился сын Пётр. Когда началась Первая мировая война, был призван в действующую армию, в составе которой участвовал в боевых действиях против османских войск на Кавказском фронте. За «проявленные смелость и отвагу» к 1917 году стал полным кавалером Георгиевского креста, а также получил офицерский чин. В том же году Кайгородов окончил 1-ю Тифлисскую школу прапорщиков армейской пехоты. Это произошло уже после Февральской революции. Известные номера наград: Георгиевский Крест IV степени № 346799 (Императорская книга кавалеров Георгиевского Креста), Георгиевский Крест II степени № 5958 КАЙГОРОДОВ Александр Петрович — 74 пех. Ставропольский полк, команда связи, мл. унтер-офицер. За то, что в бою с 15 на 16.08.1915 у с. Бубново, вынес раненого офицера из сферы огня, чем спас ему жизнь.(Патрикеев С. Б. Сводные списки кавалеров Георгиевского креста 1914—1922 гг.)

### В рядах Восточного фронта и на Алтае
В июне 1918 года Кайгородов примкнул к новообразованной антибольшевистской Сибирской армии. В августе 1918 года, в составе отряда войскового старшины В. И. Волкова, принимал участие в уничтожении красного партизанского отряда П. Ф. Сухова. После окончательного разгрома суховцев под селом Тюнгур и пленения выживших партизан, ходатайствовал об отмене расстрела, знакомого ему по Кавказскому фронту, Ивана Ивановича Долгих. После того как 18 ноября 1918 года к власти в Белой России пришёл адмирал А. В. Колчак, и на подконтрольных ему территориях была объявлена мобилизация, Кайгородов сперва уклонился от неё, но впоследствии вступил в ряды Русской армии и даже состоял в личном конвое Колчака, однако уже в декабре того же года был уволен из армии. Существуют две версии причины, по которой это произошло. Согласно первой, однажды Кайгородов, подвыпивши, устроил буйство на станции Татарской, за что был разжалован в рядовые и уволен по приказу Колчака; а согласно второй — более распространённой — за разговоры о необходимости «самостийного» государственного устройства и формирования «территориально-национальных армий». Узнав о разжаловании, Кайгородов сразу же явился в Омск с повинной. Здесь он сумел убедить походного атамана казачьих войск А. И. Дутова дать ему разрешение на формирование на Алтае инородческих полков и приведение алтайцев в казачье сословие. С этим разрешением Кайгородов вернулся на Алтай, где его популярность с этого момента начала возрастать.
Почти весь 1919 год Кайгородов находился на Алтае. В ноябре, когда колчаковские армии начали терпеть поражение за поражением, приходя в упадок, командующий войсками горного Алтая капитан Д. В. Сатунин приблизил Кайгородова к себе, особым приказом восстановил его в чине прапорщика, а позже произвёл его в штабс-капитаны с переименованием в подъесаулы по иррегулярной кавалерии Алтая. После разгрома алтайских войск частями Красной армии в феврале 1920 года, отступления оставшихся сил из района Усть-Каменогорска в горы восточной части Алтая и смерти Сатунина Кайгородов занял его пост, возглавив войска Горно-Алтайской области, а также сводный русско-инородческий отряд.

### Оралго и Кобдо
После долгих скитаний по Монгольскому и Русскому Алтаю к началу 1921 года Кайгородов с небольшим отрядом осел в местности Оралго по реке Кобдо неподалёку от русских заимок Никифорова и Мальцева. К нему присоединились беглецы из нескольких других небольших белогвардейских отрядов, бродивших по Западной Монголии, как, например, отряды Смольянникова, Шишкина, Ванягина и другие. Таким образом, в Оралго появилась своеобразная, как охарактеризовал её учёный И. И. Серебренников, «Алтайская сечь», и во главе её стоял Александр Кайгородов.
Члены антибольшевистских отрядов, осевшие в Оралго, вели праздный образ жизни: пьянствовали, играли в карты. Еду они добывали методом партизанских налётов на гурты скота, прогоняемого в Советскую Россию: за три таких налёта в распоряжение отряда поступило до 10 000 баранов и порядка 2000 голов крупного скота.
В период с 23 февраля по 17 марта 1921 года в Оралго непрерывно прибывали русские, бежавшие из города Кобдо и его окрестных заимок, спасаясь от начавшихся погромов местных русских китайцами. Люди — как вооружённые, так и безоружные — шли пешком, ехали на конях и верблюдах. Все они были охотно приняты Кайгородовым. Одного из прибывших в Оралго офицеров, полковника В. Ю. Сокольницкого, он даже поставил во главе своего штаба. Погром в Кобдо Кайгородов не только осудил, но и разрешил членам своего отряда грабить китайские торговые караваны, в результате чего в Оралго появились чай, мука и прочие товары. 20 марта китайский комиссар Кобдо отправил Кайгородову письмо с требованием остановить «противоречащие международным договорам» грабежи. Тот, в свою очередь, ответил ему, что «международные договоры одинаково не давали ему основания надругаться над беззащитными русскими», и в качестве мести за кобдоский погром он, Кайгородов, намерен организовать вооружённый поход на Кобдо. Не став дожидаться, пока отряды русских войдут в город, в ночь на 26 марта китайцы оставили Кобдо, а через три дня в него въехал Кайгородов с 20 партизанами. В это время в городе полыхал пожар и продолжались мародёрства, начавшиеся после ухода китайцев. Заняв Кобдо, кайгородовцы остановили этот произвол.
Город Кобдо стал новым местом дислокации отряда Кайгородова, который к лету 1921 года был всё ещё мал по численности. Он состоял из трёх, неполного состава, кавалерийских сотен, одной пулемётной команды артиллерийского взвода с одной пушкой, полученной от барона Унгерна, и небольшим числом снарядов, не подходящих к пушке по калибру. Помимо штаба, отряд имел свои военные мастерские и небольшое земледельческое хозяйство. При штабе отряда издавалась печатавшаяся на пишущей машинке газета осведомительного характера под названием «Наш Вестник».

### Начало «похода на Русь»
25 июня 1921 года Кайгородов, мобилизовавший всё русское мужское население Кобдоского района, собрал все подконтрольные ему части и объединил их в так называемый «Сводный Русско-Инородческий партизанский отряд войск Горно-Алтайской области», после чего выступил в поход против Советской России. По предположению Серебренникова, он рассчитывал, вероятно, на поддержку со стороны крестьян, недовольных большевистской властью. 30 июня отряд Кайгородова, расположившись неподалёку от озера Толбо, получил известие о движении красных к Улясутаю в восточном направлении и к Улангому — из Урянхайского края. Это заставило есаула отказаться от запланированного «похода на Русь» и занять оборонительные позиции. К концу июля красные стали периодически наносить удары по белогвардейским заставам Кайгородова, бросать в Кобдоский район разведотряды, но решительных действий не предпринимали, как и отряды Кайгородова, старавшиеся избежать серьёзного столкновения.
К началу августа 1921 года Кайгородов принял решение о начале решительных действий. 9 августа между кайгородовцами и русско-монгольским красным отрядом произошло столкновение у хурэ (ламаистского монастыря) Намир, в котором белые одержали победу, а 20 августа — небольшая стычка у хурэ Байрам. К этому времени отряд Кайгородова пополнился бойцами из белогвардейского отряда Казанцева и, войдя в связь с корпусом генерала А. С. Бакича, начал интенсивное преследование красных. После долгих усилий советско-монгольский отряд в 250 человек во главе с Байкаловым и Хас-Батором был окружён кайгородовцами и 17 сентября заперся в хурэ Саруул-гуна вблизи Толбо-Нуура. В этот самый момент произошла встреча кайгородовцев с частями Бакича.
19 сентября состоялось совещание лиц командного состава отрядов Бакича и Кайгородова, по результатам которого был принят план штурма хурэ Саруул-гуна. Согласно плану, в ночь на 21 сентября части двух отрядов должны были произвести решительную атаку со всех сторон на хурэ. Для атаки была образована ударная группа, в которую вошли 300 бойцов из отряда Кайгородова при одной пушке и четырёх пулемётах и 420 бойцов из корпуса Бакича при одной пушке и семи пулемётах. Командование ударной группой было вверено Кайгородову.
Части корпуса генерала Бакича подошли к хурэ 20 сентября, после чего окружённые начали окапываться. К ночи на 21 сентября эти окопы были доведены до человеческой высоты.
В условленное время белые части безостановочно, без единого выстрела, почти вплотную приблизились к вражеским окопам. Несмотря на открытый красными сильный огонь, белые бросились с четырёх сторон на хурэ. Северо-западная половина хурэ и сам монастырь были захвачены налётом. Некоторые красные бежали и укрепились в юго-восточной части монастырских построек. Оставшиеся на позициях красные солдаты — главным образом цирики (бойцы МНР) — были заколоты пиками. В это время, однако, на помощь красным с северо-западной стороны подошли другие монгольские цирики — около 20 человек. Незаметно подкравшись с тыла к наступавшим белым, монголы стали бросать в них ручные гранаты, вызвав замешательство. Это позволило пришедшим в себя байкаловцам с новой силой вступить в бой и выбить белогвардейцев из занятой ими половины хурэ. Такой поворот обстоятельств заставил белых под пулемётным и ружейным огнём попятиться назад. В этом бою они понесли значительные потери: многие погибли и пропали без вести, 260 человек получили ранения. В самом хурэ красными было обнаружено около 100 убитых белых, а вблизи него — около 40. Примерно 20 человек из корпуса Бакича попали в плен.

### Конец похода
Огорчённый неудачей у хурэ Саруул-гуна, Кайгородов вернулся к идее похода на Алтай, и 22 сентября его первая, вторая и третья сотни выступили в направлении Кош-Агача. К ним также присоединились две сотни Народной дивизии из корпуса Бакича. Для нового штурма хурэ Саруул-гуна на месте осталась остальная часть корпуса Бакича и четвёртая часть отряда Кайгородова. После ухода основных сил кайгородовцев нападения на крепость со стороны белых продолжались ещё более месяца, пока на помощь осаждённым красным не подошли крупные советские воинские подкрепления, присланные из Сибири.
25 сентября кайгородовцы перешли русско-монгольскую границу у Ташанты и на следующий день двинулись к селу Кош-Агач, где, по полученным ими сведениям, находился отряд красных численностью до 500 человек при 8 пулемётах. На рассвете 27 сентября отряд Кайгородова атаковал село, но красные, вопреки их ожиданиям, в это время не спали, поскольку местные казахи заранее предупредили их о подходе неприятеля. Как только сотни Кайгородова ворвались в село, красные начали обходное движение с флангов, стремясь окружить врага. На этот раз белым также пришлось отступить, при этом понеся серьёзные потери. Из отряда Кайгородова выбыли убитыми и ранеными многие из лучших его офицеров. К 28 сентября отряд отошёл в Киргизскую волость.
Неуспех в бою за Кош-Агач окончательно сломил надежды как кайгородовского отряда, так и самого есаула. В отряде начались совещания, митинги. Большинство офицеров отряда отказалось от дальнейшего похода в Западную Сибирь. Тогда Кайгородов организовал призыв добровольцев для своего похода, но на него откликнулись лишь немногие алтайские инородцы, которые рассчитывали на свою способность скрываться в знакомых районах горного Алтая. Из офицеров на призыв Кайгородова отозвались всего четыре человека.
Вечером 29 сентября бывший отряд Кайгородова распался на несколько частей, которые разошлись в разные стороны и больше никогда не соприкасались друг с другом. Сам Кайгородов с небольшим числом своих сторонников ушёл в Сибирский Алтай, задавшись целью пробраться в родной Архыт — местность, расположенную по реке Катуни. Отколовшиеся от Кайгородова в походе его партизаны вернулись в Кобдо, где по-прежнему оставался ряд учреждений, созданных при Кайгородове. Командование над ними принял полковник Сокольницкий.

### Гибель
В современной историографии учёные не сходятся в едином мнении по поводу того, когда и как погиб Кайгородов. Так, ряд источников указывает на октябрь 1921 года, когда отряд есаула был окружён во время очередного похода на Алтай, и Кайгородов, чтобы избежать плена, застрелился. По другой — наиболее правдоподобной версии — есаул погиб в апреле 1922 года в селе Катанда, при столкновении кайгородовцев с отрядом чоновцев. В этом бою Кайгородов был тяжело ранен, после чего командир чоновцев И. И. Долгих, взяв есаула за чуб, отрубил ему голову. Её, окровавленную, насаженную на штык, отправили в штаб, находившийся в селе Алтайское, а впоследствии провезли её в ящике из-под патронов по алтайским деревням и сёлам. За удачно проведённую операцию по ликвидации Кайгородова руководивший ею командир сводного отряда Долгих был награждён орденом Красного Знамени. Данная версия времени и места гибели Кайгородова считается общепринятой и указывается в большинстве источников.
Наконец, по версии жителей Катанды, Кайгородов тогда вообще не погиб, а вместе со своим отрядом, прикрывая отходящее местное население, ушёл через горы в Китай.

## Личность
Воспоминания как о внешности, так и о характере есаула Кайгородова оставили некоторые его современники. Особенно бросался в глаза его крайне высокий рост, подмеченный К. Носковым, который охарактеризовал его как «высокого, широкоплечего, с красивым восточного типа лицом», и одним из бойцов-чоновцев, участвовавших в поимке Кайгородова, вспоминавшим, что «ростом он [Кайгородов] был высокий».
Носков в произведении «Авантюра, или чёрный для русских белых в Монголии 1921 год» вообще характеризовал Кайгородова исключительно положительно, отзываясь о нём как о человеке «честном, прямолинейном, храбром», «бескорыстном, заботившемся горячо о своих партизанах» и имевшем «большую популярность среди нижних чинов своего отряда, особенно инородцев». По словам Носкова, есаула практически не интересовала политика, а его патриотизм касался не столько России, сколько Алтая. Монархических настроений Унгерна он тоже не разделял.
Писатель Леонид Юзефович в своём документальном романе «Самодержец пустыни» дал Кайгородову следующее описание:
«Простой алтайский казак, грубый, огромной физической силы человек, во хмелю способный прибить любого из своих офицеров, но обладавший врождённым чувством справедливости».
Кайгородов был официально женат. Его супругой была Дорошенко Александра Флегонтовна, русская женщина. У них родился сын Пётр, которому мать впоследствии изменила фамилию на Березуцкий, выйдя замуж во второй раз. Однако это семью не спасло, и они были расстреляны: в 1937 году Пётр, позже — его мать и отчим — Семён Березуцкий. Из ныне живущих потомков Кайгородова остались правнуки, и единственная внучка — Березуцкая Галина Петровна. Проживает в г. Барнауле.

## Образ в кино
В российском художественном фильме «Волчья кровь» стал прототипом атамана Ерофея Серкова (актёр Александр Казаков).